# Brunn am Gebirge
Brunn am Gebirge – gmina targowa w Austrii, w kraju związkowym Dolna Austria, w powiecie Mödling. Leży na południe od Wiednia. Według Austriackiego Urzędu Statystycznego liczyła 11 509 mieszkańców (1 stycznia 2014).

## Współpraca
Miejscowość partnerska:
- Brand-Nagelberg, Dolna Austria